# Spencer (Tennessee)
Spencer és una població dels Estats Units a l'estat de Tennessee. Segons el cens del 2000 tenia 1.713 habitants.

## Demografia
Segons el cens del 2000, Spencer tenia 1.713 habitants, 670 habitatges, i 471 famílies. La densitat de població era de 96,8 habitants/km².
Dels 670 habitatges en un 29,7% hi vivien nens de menys de 18 anys, en un 54,9% hi vivien parelles casades, en un 13,4% dones solteres, i en un 29,7% no eren unitats familiars. En el 26% dels habitatges hi vivien persones soles l'11,6% de les quals corresponia a persones de 65 anys o més que vivien soles. El nombre mitjà de persones vivint en cada habitatge era de 2,44 i el nombre mitjà de persones que vivien en cada família era de 2,94.
Per edats la població es repartia de la següent manera: un 22,1% tenia menys de 18 anys, un 9,6% entre 18 i 24, un 25,1% entre 25 i 44, un 26% de 45 a 60 i un 17,2% 65 anys o més.
L'edat mediana era de 40 anys. Per cada 100 dones de 18 o més anys hi havia 85,5 homes.
La renda mediana per habitatge era de 25.583 $ i la renda mediana per família de 32.813 $. Els homes tenien una renda mediana de 25.329 $ mentre que les dones 20.735 $. La renda per capita de la població era de 13.529 $. Entorn del 19,5% de les famílies i el 23,9% de la població estaven per davall del llindar de pobresa.

## Poblacions més properes
El següent diagrama mostra les poblacions més properes.